# مدا، لمباردی
مِدا (به ایتالیایی: Meda) یک شهر و شهرستان (کومونه) در ایتالیا است که در استان مونتزا و بریانتزا در ناحیه لمباردی واقع شده‌است.

## ویژگی‌ها
مدا ۸٫۳۳ کیلومترمربع مساحت و ۲۳٬۲۲۱ نفر جمعیت دارد و ۲۲۱ متر بالاتر از سطح دریا واقع شده‌است.